# Porte de Strasbourg (Sélestat)
Pour les articles homonymes, voir Porte de Strasbourg.
La porte de Strasbourg est une porte des fortifications du XVIIe siècle de la ville de Sélestat (remparts Vauban).

## Localisation
Ce bâtiment est situé au 1b place de la Porte-de-Strasbourg à Sélestat.

## Historique
La Porte de Strasbourg a été construite à la fin du XVIIe siècle. C'est une porte des fortifications du XVIIe siècle de la ville, dont la construction a été supervisée par Vauban et Tarade. Une autre partie de ces fortifications est conservée : les remparts de Sélestat.
L'édifice fait l'objet d'une inscription au titre des monuments historiques depuis 1934.

## Architecture

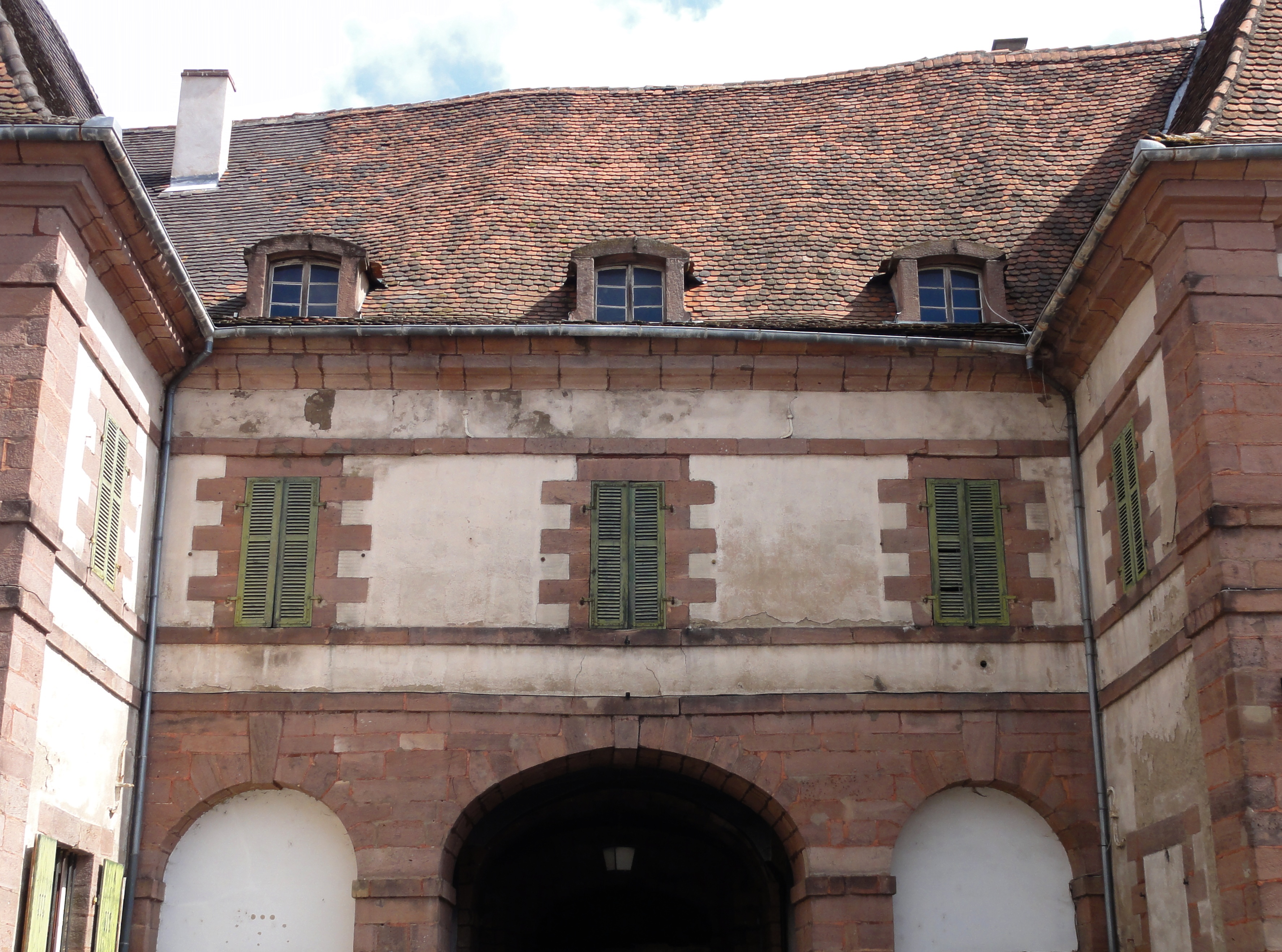
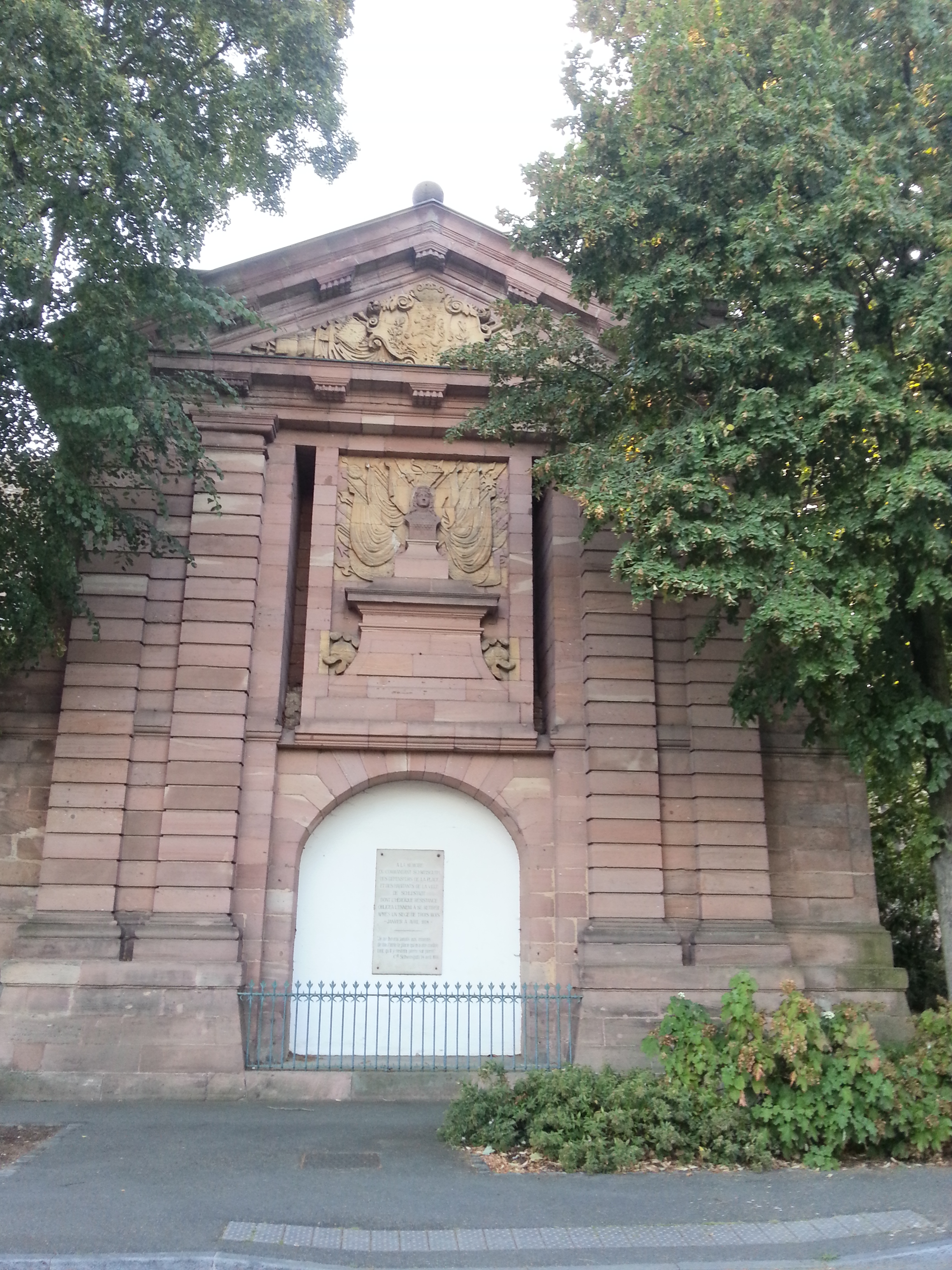
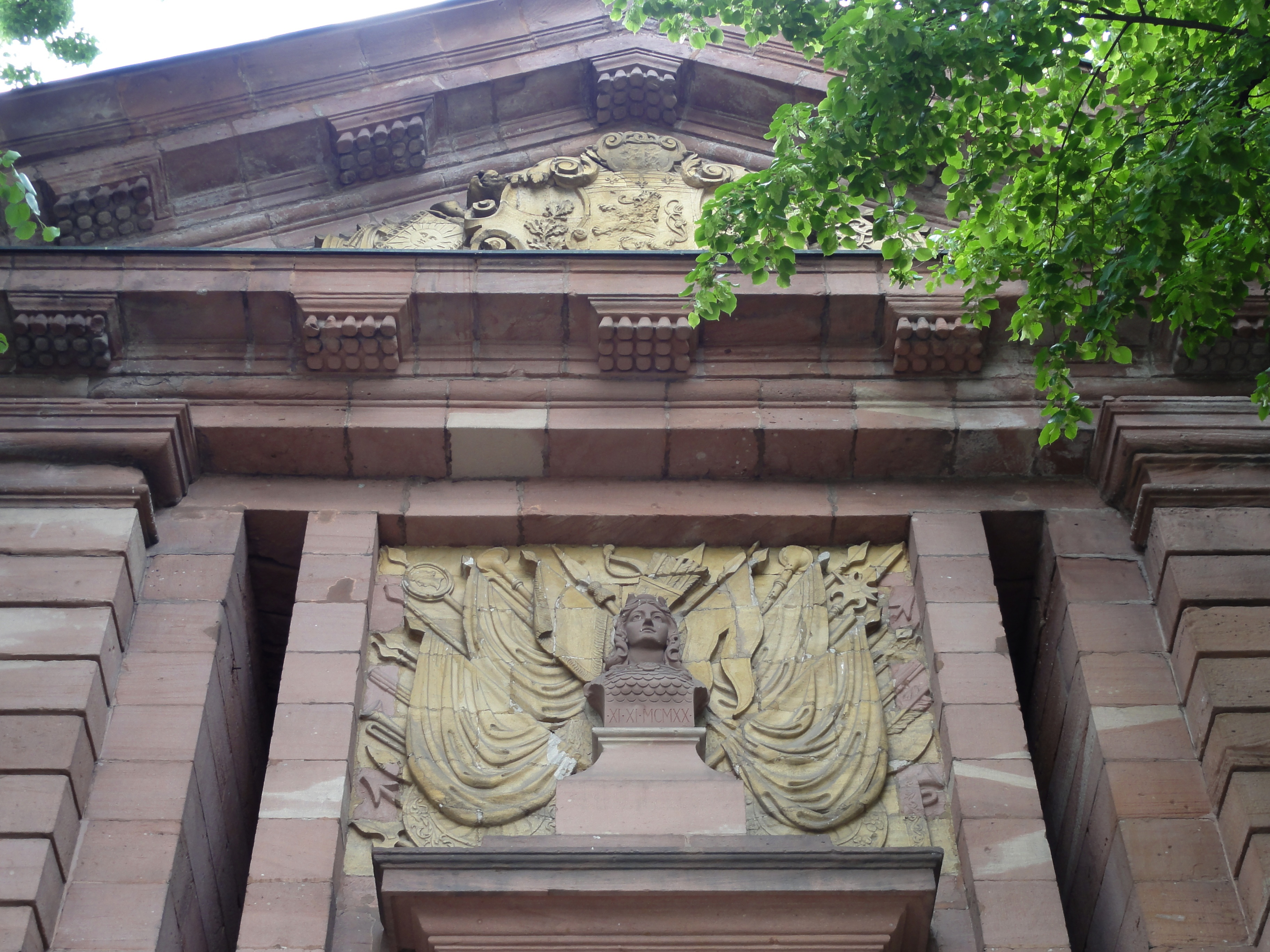